# Oliva López Arellano
Oliva López Arellano es una médica, epidemióloga y académica mexicana. Fue la titular de la Secretaría de Salud de la Ciudad de México en el gabinete de Claudia Sheinbaum.y Martí Batres

## Biografía
Es médica y maestra en medicina social por la Universidad Autónoma Metropolitana y doctora en ciencias de la salud por el Instituto Nacional de Salud Pública. Su labor académica la ha realizado en el área de políticas y sistemas de salud. Es miembro del Sistema Nacional de Investigadores. Coordina el doctorado en ciencias de la salud colectiva de la UAM Xochimilco. Ha trabajado en la comisión de Farmacopea de México.

## Aportes a la docencia
Ha sido profesora de posgrado en la UAM-X desde 1988. En dicha universidad fue Coordinadora de la Maestría en Medicina Social, Jefa del Área de Investigación “Estado y Servicios de Salud”, Coordinadora del Cuerpo Académico Consolidado “Determinantes Sociales en Salud, Enfermedad y Atención”, iniciadora de la Red PROMEP “Salud, condiciones de vida y políticas sociales” y Coordinadora del Doctorado en Ciencias en Salud Colectiva.

## Trayectoria
Dentro de actividades de carácter civil, fue consejera ciudadana del Observatorio de Política Social y Derechos Humanos. Como investigadora ha publicado más de 85 artículos sobre calidad de vida urbana, políticas y prioridades en salud; espacios-población vulnerables e impacto epidemiológico de las políticas de salud. Actualmente, participa en organizaciones como la Asociación Latina de Análisis en Sistemas de Salud, la Asociación Latinoamericana de Medicina Social, el Observatorio Iberoamericano de Políticas y Sistemas de Salud (enlace roto disponible en Internet Archive; véase el historial, la primera versión y la última)., y el World Justice Proyect.
En el sector público ejerció como directora general de Planeación y Coordinación Sectorial de la Secretaría de Salud del Distrito Federal y actualmente es Secretaria de Salud de la Ciudad de México.

## Controversia COVID-19
Fue una de las autoras del artículo (posteriormente retraído) que se redactó como parte de una política de atención a pacientes ambulatorios con COVID-19, estudio controversial ya que no solicitó consentimiento informado de los que recibieron el medicamento (que incluía ivermectina, entre otros) además de no contar con un grupo control ni supervisión adecuada (vía telefónica sin supervisión de profesionales de la salud).